# Julius Meyer (Politiker, 1909)

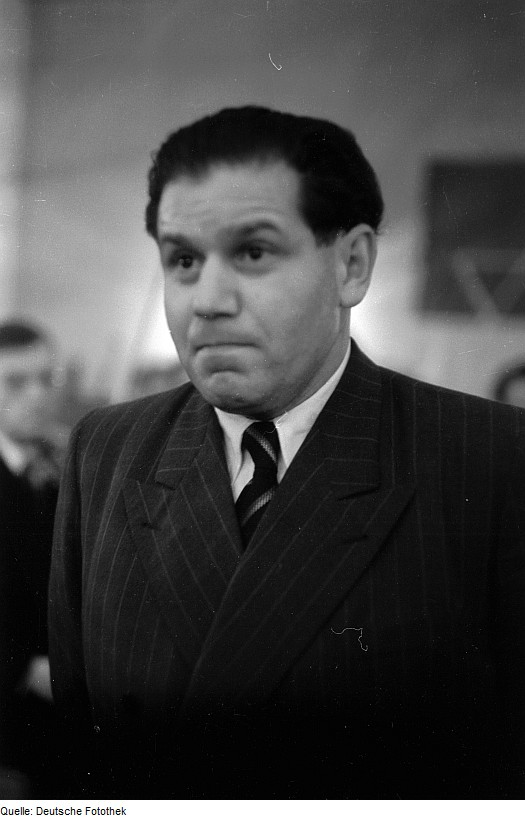
Julius Meyer (1946)

Julius Meyer (* 17. September 1909 in Krojanke (Westpr.); † 2. Dezember 1979 in Brasilien) war ein deutscher Politiker (KPD, SED) und 1952/1953 erster Präsident im Verband der Jüdischen Gemeinden in der DDR.

## Leben
Julius Meyer besuchte die Volksschule und machte eine Lehre in der Lederindustrie. 1930 trat er in die KPD ein. 1935 ging er nach Berlin und lebte 1940 kurzzeitig illegal. Im Februar 1943 verhaftet, kam er in verschiedene Konzentrationslager, zuletzt Auschwitz und Ravensbrück. Er war dort Kapo und „Judenältester“.
1945 gründete Meyer als KPD-Mitglied das OdF-Hauptamt zur Opferfürsorge für den Magistrat von Berlin mit. Im Ostteil übernahm er 1946 bis Januar 1953 den Vorsitz der Jüdischen Gemeinde. Er gehörte zum Vorstand der VVN und zur SED. 1950 wurde er in die Volkskammer der DDR für die kleine Fraktion der VVN gewählt.
Am 15. Januar 1953 floh er aus Furcht vor der am 13. Januar 1953 in Moskau („Ärzteverschwörung“) eskalierten spätstalinistischen antisemitischen Kampagne und vor dem Verhör durch die Zentrale Parteikontrollkommission nach West-Berlin. Die Maßnahme gehörte in die Kampagne gegen Paul Merker und als „zionistische Agenten“ bezichtigte Juden. Ihm folgten die Vorsitzenden der jüdischen Gemeinden in Leipzig, Dresden und Erfurt. Bis März 1953 meldeten sich 556 jüdische Flüchtlinge in West-Berlin.
In der Bundesrepublik zog sich seine Anerkennung als politischer Flüchtling und ein Streit um Wiedergutmachung bis 1976 hin. Meyer reiste nach Brasilien aus und starb dort 1979.